# 中村祐紀
中村 祐紀（なかむら ゆうき、1995年7月24日 - ）は、日本の陸上競技元選手。専門は中距離・長距離走・マラソン。大阪府東大阪市出身。東大阪市立石切中学校、大阪桐蔭高等学校、青山学院大学国際政治経済学部国際経済学科卒業、住友電工陸上競技部所属。
身長165cm、体重56kg。実弟は同じく大阪桐蔭高校・青山学院大学陸上競技部各出身で、大阪ガス陸上部所属の中村友哉。

## 経歴

### 高校時代まで
- 東大阪市立石切中学校1年から陸上を始める。
- 全日本中学校陸上競技選手権大会で800mに出場するも予選落ち。
- 大阪桐蔭高校3年時の全国高校総体2013・陸上1500mで2位に入り、大阪府の高校記録（当時：3分48秒76）を樹立した。
- 2013年11月の全国高校駅伝大阪府予選では3区で区間賞を獲得し大阪桐蔭高校を初優勝に導く[4]。この大会では2区を務めた友哉との兄弟リレーも果たしている。第64回全国高校駅伝では1区区間6位（チーム総合22位）の成績を残した（友哉も出場し7区区間5位）[5]。

### 大学時代
- 2014年に青山学院大学に進学。1年時は学生三大駅伝全てにメンバー入りを果たすも、補欠に留まる。
- 2年時の第27回出雲駅伝では2区区間4位。2016年の第92回箱根駅伝では9区区間7位に留まったが、チームは2位以下に大差をつけ箱根駅伝連覇を果たす。
- 3年時は夏に大腿部を痛め出雲駅伝には出場できなかったが、第48回全日本大学駅伝では7区区間5位でアンカー一色恭志の逆転優勝に繋いだ。第93回箱根駅伝では当初10区にエントリーされたものの、当日安藤悠哉主将に交代となった。
- 2017年2月26日、初マラソンとなる東京マラソンに出場。2時間12分台の記録で全体18位（日本人8位・学生1位）の成績を残した。中村自身は2時間15分台を当初の目標としていたが、これを上回る快走を見せた。
- 4年時の第49回全日本大学駅伝では1区を任されるが集団のハイペースについて行けず7.5km付近で集団から脱落。トップ東洋大学と1分22秒差の10位（区間11位）と大きく出遅れチームも総合3位に終わり、第94回箱根駅伝は16人のエントリーメンバーに入ることも叶わなかった。

### 社会人以降
- 2018年4月、住友電工へ入社。ニューイヤー駅伝には入社初年度の第63回大会から3年連続出場。
- 約3年振りのマラソン挑戦と成る、2020年2月2日の第69回別府大分毎日マラソンでは、自己記録を丁度1分更新する2時間11分台で総合11位（日本人7位）となった。
- 2021年2月28日、最後の大会（翌年から大阪マラソンと合併）となった第76回びわ湖毎日マラソンでは総合49位（日本人47位）に終わるも、自己記録を1分以上更新の2時間10分台でフィニッシュ。
- 2022年12月4日の第53回防府読売マラソンに出走。過去同大会4度覇者の川内優輝が早々15Km過ぎで脱落するも、中村は終始先頭グループに待機。レース後半の33Km付近で中村一人だけ集団から抜け出すと、他男子選手は誰もついていけずそのまま独走へ。結果自己記録を2分以上更新し、初めてのサブ10（2時間10分未満）をマークする2時間8分台の記録で、フルマラソン初優勝を達成[6]。さらに、2024年パリオリンピック選考会の2023年MGC出場権（同年秋開催予定）も獲得した[7][8]。
- 2023年10月15日のMGC本番レースに出場するも、序盤の5Km過ぎで2位争いの集団から完全脱落してしまい、結局52位に終わった[9][10]。
- 2025年2月23日の地元・大阪マラソンの完走（121位）を最後に、現役引退を表明した[11]。
- 引退後は大阪市内を拠点に、ランニングチーム「Arke Running Club」のスタッフとして活動予定[12]。

## 人物
- 趣味は絵を描くことで、自身のTwitter上に描いたイラストを載せることがある。小学生のときの将来の夢は画家であった。
- 2016年4月9日にTBS系列で生放送された『オールスター感謝祭'16春』のイベント企画「赤坂5丁目ミニ駅伝」に1学年上の一色恭志、同級生の下田裕太・田村和希と共に青山学院大学陸上競技部チームとして参加したが、上田竜也(KAT-TUN)・小島よしお・ワッキー(ペナルティ)・森渉・宮沢氷魚・なかやまきんに君・ハリー杉山・佐野岳の芸能界最速チームに敗北した。
- 青山学院大学陸上部員の中では、特に1学年上の一色恭志と仲が良く、一色のTwitterで度々ネタにされるほどであった。

## 戦績

### 主な戦績
| 年     | 大会                                                                | 種目(区間)     | 順位 | 記録         | 備考                               |
| ------ | ------------------------------------------------------------------- | -------------- | ---- | ------------ | ---------------------------------- |
| 2013年 | 第18回全国都道府県対抗男子駅伝競走大会                              | 4区(5.0km)     | 5位  | 14分40秒     | 大阪府チーム総合15位               |
| 2013年 | 全国高校総体2013                                                    | 1500m決勝      | 2位  | 3分48秒76    | 自己ベスト・当時大阪府高校記録     |
| 2013年 | 第64回大阪府高等学校駅伝兼全国高校駅伝競走大会予選会                | 3区(8.1075km)  | 1位  | 24分50秒     | 大阪桐蔭高校チーム総合初優勝       |
| 2013年 | 第64回全国高等学校駅伝競走大会                                      | 1区(10.0km)    | 6位  | 29分49秒     | 大阪桐蔭高校チーム総合22位         |
| 2014年 | 第19回全国都道府県対抗男子駅伝競走大会                              | 1区(7.0km)     | 7位  | 20分17秒     | 大阪府チーム総合13位               |
| 2014年 | 第93回関東学生陸上競技対校選手権大会                                | 1500m          | 5位  | 3分53秒18    |                                    |
| 2014年 | 第9回世田谷246ハーフマラソン                                        | ハーフマラソン | 7位  | 1時間4分38秒 |                                    |
| 2015年 | 第42回高根沢町元気あっぷハーフマラソン                              | ハーフマラソン | 2位  | 1時間4分2秒  |                                    |
| 2015年 | 第37回神奈川マラソン                                                | ハーフマラソン | 6位  | 1時間4分33秒 |                                    |
| 2015年 | 第94回関東学生陸上競技対校選手権大会                                | 10000m         | 6位  | 29分30秒48   |                                    |
| 2015年 | 日本学生陸上競技個人選手権大会                                      | 5000m          | 優勝 | 14分4秒22    |                                    |
| 2015年 | 第10回世田谷246ハーフマラソン                                       | ハーフマラソン | 優勝 | 1時間3分28秒 |                                    |
| 2016年 | 第21回全国都道府県対抗男子駅伝競走大会                              | 3区(8.5km)     | 45位 | 25分45秒     | 大阪府チーム総合21位               |
| 2016年 | 第70回香川丸亀国際ハーフマラソン                                    | ハーフマラソン | 20位 | 1時間2分35秒 | 自己ベスト                         |
| 2016年 | 第99回日本陸上競技選手権大会クロスカントリー競走                    | 12km           | 16位 | 37分14秒     |                                    |
| 2016年 | 第19回日本学生ハーフマラソン選手権大会                              | ハーフマラソン | 8位  | 1時間3分22秒 | 立川シティハーフマラソン・学生の部 |
| 2016年 | 第95回関東学生陸上競技対校選手権大会                                | 10000m         | 25位 | 30分9秒41    |                                    |
| 2016年 | 日本学生陸上競技個人選手権大会                                      | 5000m          | 12位 | 14分18秒42   |                                    |
| 2016年 | Scholten Awater Zevenheuvelenloop Nijimegan(オランダ・ナイメーヘン) | 15km           | 14位 | 46分9秒      |                                    |
| 2017年 | 第39回神奈川マラソン                                                | ハーフマラソン | 11位 | 1時間3分10秒 |                                    |
| 2017年 | 第96回関東学生陸上競技対校選手権大会                                | 1500m          | 6位  | 3分53秒86    |                                    |

### 大学駅伝戦績
| 学年(年度)      | 出雲駅伝                                    | 全日本大学駅伝                     | 箱根駅伝                               |
| --------------- | ------------------------------------------- | ---------------------------------- | -------------------------------------- |
| 1年生(2014年度) | 第26回 － （開催中止）                      | 第46回 ー - ー 出走なし            | 第91回 ー - ー 出走なし                |
| 2年生(2015年度) | 第27回 － 2区 区間4位 － 16分08秒 (歴代7位) | 第47回 ー - ー 出走なし            | 第92回 － 9区 区間7位 － 1時間11分23秒 |
| 3年生(2016年度) | 第28回 ー - ー 出走なし                     | 第48回 － 7区 区間5位 － 35分17秒  | 第93回 ー - ー 出走なし                |
| 4年生(2017年度) | 第29回 ー - ー 出走なし                     | 第49回 － 1区 区間11位 － 44分46秒 | 第94回 ー - ー 出走なし                |

### マラソン成績
| 年月       | 大会                               | 順位  | 記録          | 備考                                          |
| ---------- | ---------------------------------- | ----- | ------------- | --------------------------------------------- |
| 2017年 2月 | 東京マラソン                       | 18位  | 2時間12分58秒 | 初マラソン、日本人8位・学生1位                |
| 2020年 2月 | 第69回別府大分毎日マラソン         | 11位  | 2時間11分58秒 | 自己記録                                      |
| 2021年 2月 | 第76回びわ湖毎日マラソン           | 49位  | 2時間10分47秒 | 自己記録                                      |
| 2021年12月 | 第75回福岡国際マラソン             | 39位  | 2時間18分35秒 |                                               |
| 2022年 3月 | 東京マラソン2021                   | 89位  | 2時間20分33秒 |                                               |
| 2022年12月 | 第53回防府読売マラソン             | 優勝  | 2時間08分29秒 | 自己記録・マラソン初優勝・2023年MGC出場権獲得 |
| 2023年10月 | マラソングランドチャンピオンシップ | 52位  | 2時間21分35秒 | パリオリンピックマラソン日本代表選考会        |
| 2025年2月  | 第13回大阪マラソン                 | 121位 | 2時間23分49秒 | 現役ラストラン                                |

## 自己記録
- 1500m・・・3分48秒76(2013年7月31日 第66回全国高校総体)
- 5000m・・・13分52秒29(2016年4月2日 第1回世田谷長距離競技会)
- 10000m・・・28分34秒66(2015年11月21日 10000m記録挑戦競技会)
- ハーフマラソン・・・1時間2分35秒(2016年2月7日 香川丸亀国際ハーフマラソン)
- マラソン・・・2時間08分29秒(2022年12月4日 第53回防府読売マラソン)